# Solid State Logic
Solid State Logic (SSL) es una compañía británica ubicada en Begbroke, Oxfordshire, dedicada al diseño y comercialización de diversas tecnologías de audio, especialmente mesas de mezclas de audio y procesadores digitales para la grabación, producción, posproducción y refuerzo de sonido y vídeo. La empresa cuenta con oficinas en Los Ángeles, Milán, Nueva York, París, y Tokio, y el apoyo de una red internacional de distribución. Solid State Logic forma parte del Grupo Audiotonix.

## Historia

### Inicios
Solid State Logic fue fundada por Colin Sanders en 1969 como la primera empresa de fabricación de sistemas de control de estado sólido para órganos. Sanders acuñó el nombre de la empresa en referencia a la entonces moderna tecnología de conmutación de transistores FET a los constructores de órganos.
Sanders también fundó los Acorn Studios, unos estudios de grabación en Stonesfield, Oxfordshire, para los cuales diseñó su propia mesa de mezclas. Aplicando sus conocimientos de electrónica, construyó dos mesas de mezclas con control de computadora que presentaban un cambio de un botón entre grabación, seguimiento y modos de mezcla. Los dos prototipos de mesas de mezclas, con la designación de modelo SL 4000 A, se convirtieron en el comienzo de una serie de consolas de grabación de gran formato que definirían y consolidarían a SSL como fabricante de mesas de mezclas.

### Consolas de gran formato
En 1976, SSL combinó el diseño de la consola de mezclas SL 4000 con una computadora que proporcionaba automatización de atenuadores y funcionalidad de ubicación automática de transporte de cinta programable para crear la serie SL 4000 B. Un total de seis mesas se fabricaron para equipar a varios importantes estudios de grabación. El primero en disponer de una de ellas fue el Abbey Road Studio en Londres, seguido de Le Studio en Canadá, Townhouse Studios en Londres y Tocano Studio en Copenhague.

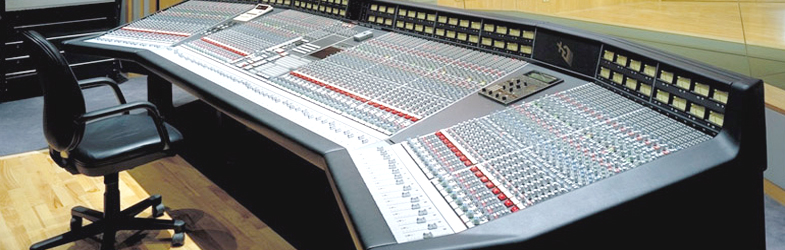
SL4000G+

La serie SL 4000 E, lanzada en 1979, ofrecía varias mejoras respecto a la serie B, incluida una nueva sección de ecualizador de 4 bandas desarrollada en colaboración con George Martin. En particular, la serie E introdujo la capacidad de guardar y recuperar la configuración del mezclador, y fue el primer mezclador en presentar un compresor/compuerta en cada canal, así como el compresor master bus. En 1987, la compañía presentó la serie SL 4000 G en la convención de la AES en Nueva York, que nuevamente ofreció un EQ rediseñado, entre otras mejoras. La capacidad de guardar y recuperar la configuración del mezclador, junto con la inclusión de un compresor dedicado y una puerta de ruido en cada canal en las consolas de la serie SL 4000 E y sus sucesores y variantes, impulsaron la adopción generalizada en los estudios de grabación profesionales, incluyendo los Power Station, Sarm Studios, Larrabee Sound Studios, Battery Studios, Record One, Eden Studios y RG Jones Studio, siendo usadas por importantes ingenieros de sonido como Bob Clearmountain, Steve Lillywhite, Tom Lord-Alge, Alan Moulder y Trevor Horn.

Las consolas SL 4000 E Series y G Series más tarde también estuvieron disponibles en los formatos 5000 Series, 6000 Series y 8000 Series, que ofrecían varias configuraciones de enrutamiento y bus para abordar las necesidades de sonido para los mercados de grabación, cine, video y transmisión. . El SL 9000 J y K introdujeron SSL introdujo el diseño SuperAnalogue en la consola de la serie SL 9000 J, que utilizó una ruta de señal sin condensador para lograr un ancho de banda muy alto con una distorsión extremadamente baja.
En 1996, la Revista Billboard informó que el 83% de los sencillos número uno de ese año se habían producido con una consola de mezclas SSL. La compañía afirma que se han grabado más álbumes de platino en consolas de mezclas SSL que con el equipo combinado de cualquier otra compañía. En 2004, había más de tres mil estudios equipados con consolas SSL.
Durante los años 90,  SSL también desarrolló productos para la industria cinematográfica y de posproducción, y presentó las mesas de mezclas digitales de la Serie A. En la década de 2000, la empresa presentó las consolas de la Serie C diseñadas para satisfacer las necesidades del mercado de producción de transmisiones.
En 2003, SSL introdujo procesadores de señal externos que ofrecían un procesamiento que anteriormente solo estaba disponible en las mesas de mezclas de gran formato de SSL. La familia de productos XLogic incluía Logic Channel, el primer canal independiente de la empresa. 2005 vio el lanzamiento de procesadores adicionales, incluido el canal de la serie E y el compresor de la serie G, que utilizaron los elementos de diseño del compresor central clásico de la serie G de SSL dentro de una topología de diseño SuperAnalogue. El X-Rack ofreció una solución modular para el procesamiento de señales externas.

A fines de 2004, SSL lanzó AWS 900, una consola analógica integrada y un controlador DAW, y presentó su sucesor, AWS 900+, dos años después. SSL finalmente enumeró más de 300 estudios que utilizan AWS900. Más tarde, SSL presentó AWS 916, 924 y 948 con soporte para el complemento de control delta de SSL.
A finales de 2006, SSL lanzó Duality, una consola de gran formato que combinaba la funcionalidad de la mesa de mezclas de la XL 9000K con las características de la superficie de control de la AWS 900. Duality presentaba controles de enrutamiento de señal actualizados, accesibles desde la sección central de la consola en lugar de en cada canal. Los canales de la consola incluyen ecualización de las series E y G, que se selecciona mediante un solo botón por canal. La consola también cuenta con 'Variable Harmonic Drive', o preamplificadores de línea/micrófono VHD, que pueden utilizarse como preamplificadores estándar de baja distorsión, o en un modo que introduce distorsión armónica de segundo (par) y tercer (impar) orden.
También en 2006, SSL presentó la plataforma Duende DSP diseñada para emular las funciones de banda de canal SSL para los entusiastas de la grabación doméstica, incluidos los filtros, SSL E y G Series EQ y procesamiento dinámico. Además, el sistema ofrece el compresor de bus estéreo SSL. Basado en la tecnología digital detrás de las consolas de la serie C de SSL, Duende fue diseñado para integrarse en entornos DAW utilizando una conexión de cable FireWire o una tarjeta PCI-e, con los canales de procesamiento digital apareciendo como complementos VST o Audio Units . El 25 de abril de 2007, SSL anunció el lanzamiento de otro complemento para Duende, llamado Drumstrip, que contenía una puerta de ruido, un moldeador transitorio, potenciadores de alta y baja frecuencia y el compresor de micrófono de escucha.
El mismo año, la compañía anunció su expansión a la gestión y entrega de contenido de video de transmisión con su sistema MediaWAN.

## Cambios de propietario
Solid State Logic vendió su división de órganos en 2002, conocida desde entonces como Solid State Organ Systems. El códec aptX patentado se vendió en una compra por parte de la gerencia, con APT Licensing Ltd. incorporada el 1 de marzo de 2005 en Belfast .
En 2005, el músico Peter Gabriel y el empresario David Engelke se convirtieron en los mayores accionistas de la compañía.
En 2017, Solid State Logic fue adquirida por el Grupo Audiotonix. Gabriel se convirtió en uno de los mayores inversores del grupo.

## Reconocimientos
La compañía fue galardonada con el The Queen's Award for Enterprise: International Trade (Export) en 1981 y con el The Queen's Award for Enterprise: Innovation (Technology) en 1993 y 2020.
SSL recibió un Premio Grammy en febrero de 2007 por sus importantes contribuciones técnicas en el campo de la grabación.
Dos de los productos de la compañía fueron incluidos en el Salón de la Fama de los Premios TEC, que "honra y reconoce los productos de audio y las innovaciones que han hecho una contribución significativa al avance de la tecnología de audio": la serie SL 4000 de mesas de mezclas fue incluida en 2004 y la consola de estudio de AWS en 2018.